# Чёрная (приток Вильвы)
Чёрная — река в России, протекает в Александровском районе Пермского края. Устье реки находится в 7,6 км по правому берегу реки Вильвы. Длина реки составляет 24 км.
Исток реки в лесном массиве в 10 км к востоку от посёлка Яйва. Река течёт на запад, после впадения безымянного притока справа резко поворачивает на юг, а после впадения единственного именованного притока, реки Чёрная Полуденная слева вновь поворачивает на запад. Впадает в Вильву у юго-восточных окраин посёлка Яйва.

## Данные водного реестра
По данным государственного водного реестра России относится к Камскому бассейновому округу, водохозяйственный участок реки — Кама от города Березники до Камского гидроузла, без реки Косьва (от истока до Широковского гидроузла), Чусовая и Сылва, речной подбассейн реки — бассейны притоков Камы до впадения Белой. Речной бассейн реки — Кама.
По данным геоинформационной системы водохозяйственного районирования территории РФ, подготовленной Федеральным агентством водных ресурсов:
- Код водного объекта в государственном водном реестре — 10010100712111100011917
- Код по гидрологической изученности (ГИ) — 111101191
- Код бассейна — 10.01.01.009
- Номер тома по ГИ — 11
- Выпуск по ГИ — 1